# Wahkiakum megye
Wahkiakum megye az Amerikai Egyesült Államokban, azon belül Washington államban található. Megyeszékhelye és legnagyobb városa Cathlamet. Lakosainak száma 4422 fő (2020. április 1.).

## Szomszédos megyék
- Pacific megye
- Lewis megye
- Cowlitz megye
- Columbia megye
- Clatsop megye

## Népesség
A megye népességének változása:
| Lakosok száma | 3971 | 4024 | 3997 | 4042 | 4042 | 4422 |
|               | 2010 | 2011 | 2012 | 2013 | 2015 | 2020 |